# Alicella gigantea
Alicella gigantea är en kräftdjursart som beskrevs av Édouard Chevreux 1899. Alicella gigantea ingår i släktet Alicella och familjen Lysianassidae. Inga underarter finns listade i Catalogue of Life.